# Get Down (You're the One for Me)
"Get Down (You're the One for Me)" là đĩa đơn thứ ba của ban nhạc pop nước Mỹ Backstreet Boys, từ album phòng thu đầu tiên của nhóm, Backstreet Boys. Ca khúc này sau đó cũng có mặt lại trong album trùng tên phát hành ở Mỹ. Ở một số quốc gia, "Get Down" đã được phát hành làm đĩa đơn đầu tiên.
Trong bài hát có một đoạn rap hát bởi Smooth T. của ban nhạc Fun Factory ở lời một, và bởi A. J. McLean ở lời hai. Trong những lần biểu diễn trực tiếp của nhóm, trừ một khi Smooth T. cùng tham gia hát thì McLean là người hát phần rap ở đầu.
Video âm nhạc do Alan Calzatti đạo diễn. Việc quay phim được thực hiện vào khoảng tháng 4 năm 1996.

## Danh sách bài hát

### CD1
1. "Get Down (You're the One for Me)" [LP Edit - No Rap] - 3:33
2. "Get Down (You're the One for Me)" [Dezign Radio I] - 3:58
3. "Get Down (You're the One for Me)" [CL Vocal Journey Radio Edit] - 4:21
4. "Get Down (You're the One for Me)" [Markus Plastik Vocal Radio Edit] - 4:02
5. "Get Down (You're the One for Me)" [Dezign Dub Radio Edit] - 5:11

### CD2
1. "Get Down (You're the One for Me)" [LP Edit - No Rap] - 3:33
2. "Get Down (You're the One for Me)" [Dezign Radio II] - 3:53
3. "Album Medley (Backstreet Boys Present…)" - 6:57

## Xếp hạng
| Bảng xếp hạng (1996)             | Vị trí cao nhất |
| -------------------------------- | --------------- |
| Australian Singles Chart         | 44              |
| Austrian Singles Chart           | 4               |
| Belgian (Flanders) Singles Chart | 5               |
| Belgian (Walonia) Singles Chart  | 5               |
| Canadian Singles Chart           | 6               |
| Dutch Singles Chart              | 3               |
| Finnish Singles Chart            | 18              |
| French Singles Chart             | 15              |
| German Singles Chart             | 5               |
| Irish Singles Chart              | 19              |
| New Zealand Singles Chart        | 34              |
| Swedish Singles Chart            | 17              |
| Swiss Singles Chart              | 7               |
| UK Singles Chart                 | 14              |